# Metagonia bicornis
Metagonia bicornis är en spindelart som först beskrevs av Eugen von Keyserling 1891.  Metagonia bicornis ingår i släktet Metagonia och familjen dallerspindlar. Inga underarter finns listade i Catalogue of Life.